# 建興路
建興路（Jiansing Rd.）為高雄市三民區的南北向道路，起端為灣中街，末端為正豐街，因道路周邊鄰近建工商圈、樹德家商，生活機能完善。

## 行經行政區域
- 三民區

## 沿線設施
（由北至南）
- 中華電信建工服務中心
- 天主公教會
- 高雄市第三信用合作社灣子分社
- 7-ELEVEN雙興門市
- 台新銀行東高雄分行
- 全家便利商店高雄建興店
- 全家便利商店高雄建德店
- 高雄市私立樹德高級家事商業職業學校
- 全家便利商店高雄建武店
- 7-ELEVEN龍城門市

## 公共自行車
- 高雄市公共自行車租賃系統：
  - 正興建興路口：正興路/建興路(東南側)
  - 建興正忠路口：建興路/正忠路口(西南側)

## 相關連結
- 高雄市主要道路列表